# CPAN
De Comprehensive Perl Archive Network (CPAN) is een verzameling Perl-software, in de vorm van modules en documentatie die niet in de standaard Perl-distributie is opgenomen.
CPAN bevat meer dan 23.000 modules van meer dan 5.000 programmeurs met in totaal 20.000.000 regels code. Grote Perl-programma's maken regelmatig gebruik van tientallen CPAN-modules. Men zegt wel dat CPAN de helft van de kracht van Perl maakt. 
Bijna alle CPAN-modules zijn uitgebracht onder de GPL of de Artistic License.
In 1993 zette Jarkko Hietaniemi ftp.funet.fi op als de CPAN master site. Deze heeft tegenwoordig meer dan 260 mirrors, verspreid over 60 landen. Iedere mirror bestaat uit een volledige kopie (omvang 3,9 GB) van CPAN.